# Claudio Flores
Claudio Flores, vollständiger Name Claudio Sebastián Flores Banegas, (* 10. Mai 1976 in Nueva Palmira) ist ein ehemaliger uruguayischer Fußballspieler.

## Karriere

### Verein
Der 1,85 Meter große Torhüter Flores gehörte zu Beginn seiner Karriere von 1995 bis 2000 dem Club Atlético Peñarol an. Während dieser Zeit gewannen die „Aurinegros“ in den Jahren 1995, 1996, 1997 und 1999 viermal in der Primera División die uruguayische Meisterschaft. Anschließend spielte er von 2000 bis 2004 für den argentinischen Klub CA Lanús. Es folgte 2005 eine Karrierestation in Paraguay beim Club Libertad. Danach kehrte er noch im selben Jahr zu Peñarol zurück und war dort bis 2006 aktiv. Erneut schloss er sich in jenem Jahr dem CA Lanús an. Von den Argentiniern, mit denen er in der Apertura 2007 die Meisterschaft ohne Einsatz gewann, kehrte er Ende Juli 2008 nach Uruguay zurück und setzte seine Karriere bis ins Folgejahr bei Bella Vista fort. In der Saison 2008/09 ist sodann auch ein Engagement beim Club Atlético Rentistas verzeichnet, bei dem er ein Saisontor erzielte. Von 2010 bis 2011 wird er als Spieler von Deportivo Italiano geführt. Andere Quellen berichten dagegen, dass Flores Rentistas erst zur Jahresmitte 2011 mit Ziel Junín und dem dort beheimateten Club Atlético Sarmiento verließ. Für Sarmiento spielte er bis Anfang Juli 2012 und schloss sich sodann dem Club Atlético Platense an. Dort wurde er in 73 Partien der Primera B Metropolitana und mindestens einer Begegnung (kein Tor) der Copa Argentina eingesetzt. Ende Februar 2015 kehrte er nach Uruguay zurück und spielte in der Clausura 2015 viermal für den Club Sportivo Cerrito in der Segunda División.> Anfang Juli 2015 wechselte er in die Primera C Metropolitana zum Cañuelas FC. Das Vertragsverhältnis war nach Angaben des Vereinspräsidenten Daniel Roncoli auf ein Jahr ausgelegt. Bereits Ende September 2015 kündigte Flores den Vertrag und verließ den Klub. 2016 schloss er sich den Atlántida Juniors und beendete seine Profikarriere am Ende des Jahres.

### Nationalmannschaft
Flores debütierte am 13. Dezember 1997 beim 2:0-Sieg im Rahmen des FIFA-Konföderationen-Pokals 1997 gegen Saudi-Arabiens Auswahl unter dem ebenfalls debütierenden Nationaltrainer Víctor Púa mit einem Startelfeinsatz in der uruguayischen A-Nationalmannschaft. Auch in den Turnierbegegnungen mit Tschechien und Australien stand er auf dem Platz. Sein letztes von somit insgesamt vier Länderspielen absolvierte er am 21. Dezember 1997 beim erneuten Aufeinandertreffen mit Tschechien im Rahmen des Konföderationen-Pokals, als Uruguay mit 0:1 im Spiel um Platz 3 unterlag.

### Erfolge
- Uruguayischer Meister: 1995, 1996, 1997, 1999
- Argentinischer Meister: 2007-A